# 266286 Bodenmuller
266286 Bodenmuller este o planetă minoră (asteroid) din centura de asteroizi. A fost descoperită pe 21 ianuarie 2007 la Altschwendt⁠(d) de Wolfgang Ries⁠(d). 
Obiectul prezintă o orbită caracterizată de o semiaxă mare de 2,5350440020592 UAi, o excentricitate de 0,24516120299772, o înclinație de 3,2477017053578 ° în raport cu ecliptica.